# 西里尔·克劳赫斯特
西里尔·克劳赫斯特（英語：Cyril Crowhurst，1906年1月—1995年1月29日），英国音频工程师。他曾因电影三重奏提名奥斯卡最佳音响效果奖。

## 部分影视作品
- 三重奏（英语：Trio (film)） (1950)